# STS–84
Az STS–84 jelű küldetés az amerikai űrrepülőgép-program 84., a Atlantis űrrepülőgép 19. repülése.

## Jellemzői
A Shuttle–Mir program keretében 6. alkalommal dokkoltak a Mir űrállomáson, majd közösen végezték az előírt programot. Ez volt a harmadik amerikai legénységcsere. Az előzetes missziók, az STS–71, az STS–74, az STS–76, az STS–79 és az STS–81 voltak.

## Első nap
1997. május 15-én a szilárd hajtóanyagú gyorsítórakéták, Solid Rocket Booster(SRB) segítségével Floridából, a Cape Canaveral (KSC) Kennedy Űrközpontból, a LC39–A (LC–Launch Complex) jelű indítóállványról emelkedett a magasba. Az orbitális pályája 92,3 perces, 51,7 fokos hajlásszögű, elliptikus pálya perigeuma 377 kilométer, az apogeuma 393 kilométer volt. Felszálló tömeg indításkor 119 544 kilogramm, leszálló tömeg 100 285 kilogramm. Szállított hasznos teher 3318 kilogramm
A dokkolás elősegítése érdekében az űrrepülőgép szállította az1922 kilogramm dokkolást segítő modult. Az űrrepülőgép 3318 kilogramm logisztikai (vizet-, élelmiszert-, amerikai tudományos eszközöket-, orosz logisztikai eszközöket) anyagot szállított. Visszafelé 407 kilogramm logisztikai (amerikai tudományos-, orosz logisztikai, ESA logisztikai,- valamint szemetet) anyagot szállított. Elhelyezték az Európai Űrügynökség érzékelő eszközét, hogy az érkező európai teherszállító űrjárművet fogadhassák. Az Európai Űrügynökség (ESA) teherűrhajója, az Edoardo Amaldi ATV fog érkezni. 3 kilométerre elsodródó űrrepülőgép indította a leszállást segítő főmotorokat.

## Hasznos teher
1. A SpaceHab mikrogravitációs laboratóriumban különféle biológiai, emberi élet tudományok, anyag tudományi, földtudományi vizsgálatokat, mezőgazdasági kutatásokat, kísérleteket végeztek, illetve az automatikus folyamatokat ellenőriztek.
2. MIR Sample Return Experiment (MSRE) – a bolygóközi térben előforduló részecskék vizsgálata, az élet kialakulásának megismerése érdekében,
3. Particle Impact Experiment (PIE) – a bolygóközi térben előforduló részecskék vizsgálata, az élet kialakulásának megismerése érdekében,
4. Environmental Radiation Measurements (környezeti sugárvédelmi mérések) – a Mir fedélzetén hat helyen mérték az ionizáló sugárzást, az anyagi részecskék előfordulását. A mérőeszközök maradtak a Mir fedélzetén.
5. Human Life Sciences (HLS) – férfiak és nők hosszú időtartamú tartózkodásának vizsgálata (zárt környezet, pszichológia, életminőség helyzete) a világűrben.
6. Diffusion-Controlled Crystallization Apparatus for Microgravity (DCAM) – protein kristályok vizsgálata, farmakológia és kábítószer fejlesztés (162 mintából). Kereskedelmi megrendelésre gyógyszeralapanyag gyártása.
7. Greenhouse-Integrated Plant Experiments – mezőgazdasági kutatás, kísérlet mikrogravitációs környezetben (törpe búza; növények növekedése, szaporodása, anyagcseréje, és termelésének lehetőségei).
8. Protein Crystal Growth (PCG) – gyógyszeralapanyag előállítás,
9. Gaseous Nitrogen Dewar (GND) – gázhalmazállapot kristályosítása,
10. Vapor Diffusion Apparatus (VDA-2) – pára diffúziós folyamatok vozsgálata,

## Kilencedik nap
1997. május 24-én a Kennedy Űrközpontban (KFC), kiinduló bázisán szállt le. Összesen 9 napot, 5 órát, 20 percet és 47 másodpercet töltött a világűrben. 6 000 000 kilométert (3 700 000 mérföldet) repült, 144 alkalommal kerülte meg a Földet.

## Személyzet
(zárójelben a repülések száma az STS–84 küldetéssel együtt)
- Charles Joseph Precourt (3), parancsnok
- Eileen Collins (2), pilóta
- Jean-François Clervoy (2), küldetésfelelős – Francia Űrügynökség (ESA)
- Carlos Ismael Noriega (1), küldetésfelelős
- Edward Tsang Lu (1), küldetésfelelős
- Jelena Vlagyimirovna Kondakova (2), küldetésfelelős – Orosz Szövetségi Űrügynökség (RKA)
- Michael Colin Foale (4), küldetésfelelős/Mir fedélzeti mérnök

### Tartalék személyzet
- James Shelton Voss küldetésfelelős

### Visszatérő személyzet
Charles Joseph Precourt (3), parancsnok
- Eileen Collins (2), pilóta
- Jean-François Clervoy (2), küldetésfelelős
- Carlos Ismael Noriega (1), küldetésfelelős
- Edward Tsang Lu (1), küldetésfelelős
- Jelena Vlagyimirovna Kondakova (2), küldetésfelelős
- Jerry Michael Linenger (2) Mir fedélzeti mérnök/küldetésfelelős